# Comic Book Guy
Comic Book Guy er en fiktiv figur fra den populære tegnede tv-serie "The Simpsons". Hans stemme er indtalt af Hank Azaria.
Comic Book Guy er indehaver af "The Android's Dungeon & Baseball Card Shop", en lokal butik, der sælger tegneserier, baseballkort og lignende. Comic Book Guy omtales også bare som CBG, og i et af de senere afsnit kommer det frem, at hans virkelige navn er Jeff Albertson.
CBG, der har en kandidatgrad i folklore og mytologi, er angiveligt introduceret som en parodi på visse Simpsons-fans, som uafladeligt diskuterede og kritiserede selv de allermindste detaljer i hvert afsnit på internettets debatfora, idet de ofte erklærede et afsnit for "the worst episode ever!" ("det værste afsnit nogensinde"), en sætning, som CBG da også tit bruger i diverse udgaver. CBG fremstilles som en prototypisk nørd; han har bl.a. oversat Ringenes Herre til klingon-sprog, og på sin bag har han tatoveret "Jabba the Butt".
CBG var på et tidspunkt i et romantisk forhold til Agnes Skinner, og i et senere afsnit var han nær blevet gift (på klingon-manér, selvfølgelig) med Edna Krabappel, men brylluppet blev afbrudt i sidste øjeblik.
Sammen med Dr. Julius Hibbert, Professor Frink og Lisa Simpson er han medlem af Springfields lokale afdeling af Mensa.